# 朱勝非
朱勝非（1082年—1144年），字藏一，蔡州（今河南上蔡）人。一說姑蘇（今江蘇蘇州）人，宋朝政治人物。

## 生平
幼有志氣，機敏多謀，入京城太学深造。徽宗崇寧二年（1103年）由上舍举進士，初授官府曹。欽宗靖康元年（1126年），爲東道副總管，權應天府（今河南商丘），靖康之變後，到济州（今山东济宁）康王府勸進趙構。高宗建炎元年（1127年），試中書舍人兼權直學士院。建炎二年（1128年），除尚書右丞，遷中書侍郎，拜为尚书左仆射兼中书侍郎兼御营使。建炎三年（1129年）發生苗劉兵變，朱勝非於皇帝及叛軍間居中調停，為平叛軍贏取得多時間及機會。
紹興元年（1131年），因馬進陷江州，姚舜明棄城走，勝非赴鎮太緩，降職中大夫，分司南京。元年五月初二日，與吕颐浩、刘光世同兼宣抚淮南。官至同中書門下平章事。母喪去職，不久起復右僕射兼知樞密院事。紹興五年（1135年），提舉臨安府洞霄宮。紹興七年，起知宣州。紹興八年，又奉祠。紹興九年（1139年），再知湖州，以疾去職。朱勝非是張邦昌友壻，擁護張邦昌，與秦檜不合，宦海起起伏伏，紹興十四年（1144年）卒。谥“忠靖”。

## 著作
有《秀水閑居錄》一卷、《绀珠集》十三卷係後人偽作。《宋史》卷三六二有傳，《全宋诗》卷一五三七录其诗七首。

## 延伸阅读
[在维基数据编辑]
 《宋史·卷362》，出自脱脱《宋史》